# Cecilie Eken
Cecilie Eken (født 16. februar 1970 på Frederiksberg) er en dansk forfatter af børne- og ungdomslitteratur. Hun debuterede i 1993 med romanen Troldmandens søn og skriver romaner, billedbøger, noveller og teaterstykker. Hendes værker er anmelderroste og bruges ofte i undervisningen på landets skoler. Hun har modtaget adskillige priser for sine bøger, blandt andet Kulturministeriets Forfatterpris for børne- og ungdomslitteratur to gange.

## Liv og forfatterskab
Cecilie Eken blev født 16. februar 1970 på Frederiksberg og opvoksede først i Holte, en forstad til København, og siden på Østerbro i København. 
Hun har læst sprog og økonomi på Copenhagen Business School (dengang Handelshøjskolen) og litteraturvidenskab på Københavns Universitet.
Hun debuterede som 23-årige med fantasyromanen Troldmandens søn, som blev kaldt ’et fuldbårent eventyr’ af anmelder Steffen Larsen i Det Fri Aktuelt (Kilde: Det Fri Aktuelt, 29. September 1993). Siden fulgte adskillige romaner, bl.a. Sikkas fortælling (1997), som modtog Kulturministeriets Forfatterpris for børne- og ungdomslitteratur, Sølvblomst (2002), Valravnen (2003) og serien om Den Sorte Safir (2007-2009). For Den Sorte Safir-serien modtog hun Kommunernes skolebiblioteksforenings Forfatterpris i 2008. 
Sideløbende skrev hun bl.a. et par børneteaterstykker, to bøger for Disney (i Witch-serien) og udgav to billedbøger på vers, Vingekatten (2000) og Mørkebarnet (2007). For sidstnævnte fik hun igen Kulturministeriets Forfatterpris for børne- og ungdomslitteratur. Anmelder Kari Sønsthagen kaldte i Berlingske tidende Cecilie Eken ”en af de bedste danske rim-poeter for børn”. I 2008 modtog hun Danmarks Skolebibliotekarers børnebogspris for sit samlede forfatterskab.
I årene 2010-2014 udkom de fire bind i serien om Det Levende Sværd. I samme periode udgav Cecilie Eken sin første realistiske roman, For evigt din, der foregår i de sene 1980’ere. Anmelder Christel Wiinblad kaldte den en ”sprogligt, kompositorisk og sanseligt en virkelig fin lille roman” i Politiken.
Sammen med sin mand, Peter Heydenreich, har hun lavet en letlæsningsserie Max Vero, hvis fem bind er udkommet mellem 2014 og 2016. Siden har hun skrevet serien om til en samlet bog, der udkom i 2022, med titlen Max Vero - venner i krig. 
I 2015 udkom også den historisk inspirerede thriller Natulv. Damian Arguimbau skriver i Weekendavisen: ”Cecilie Eken skriver fantastisk godt (… ) virkelig en fornøjelse at læse Natulv, der med sit enkle, men alligevel præcise sprog er i stand til at male hele malerier frem hos læseren.”
I 2016 udkom V, en billedbog på vers om sorg, der som Mørkebarnet har illustrationer af Malene Reynolds Laugensen.
I 2018-2019 udkom Sci-fi-fantasy trilogien, Karanagalaksen Log I-III. De tre bind hedder hhv. Styrke, Tillid og Forbund. Styrke blev nomineret til Nordisk Råds Børne- og Ungdomslitteraturpris i 2019. 
I 2021 udkom romanen Natblomst, der er en selvstændig fortsættelse på den meget populære roman Sølvblomst fra 2002. Natblomst blev nomineret til Weekendavisens litteraturpris i 2021.
I forbindelsen med fejringen af Cecilie Ekens 30-års jubilæum som forfatter i 2023 udkom endnu en billedbog på vers, Omnias hus, en historie om inkluderende fællesskaber.

## Privatliv
Siden 2003 bor hun igen i Holte med sin mand, Peter Heydenreich, der er freelancetegner og har sit eget firma. De har tre børn.

## Priser
- 1995: Kongebarnet på prisudvalgets æresliste ved uddelingen af Kulturministeriets Forfatterpris for børne- og ungdomsbøger 1995
- 1997: Kulturministeriets Forfatterpris for børne- og ungdomsbøger 1997 for Sikkas Fortælling
- 2000: Certificate of Honour for Writing fra IBBY (International Board on Books for Young People) for Sikkas Fortælling
- 2007: Kulturministeriets Forfatterpris for børne- og ungdomsbøger 2007 for Mørkebarnet
- 2008: Kommunernes Skolebiblioteksforenings Forfatterpris 2008
- 2008: Danmarks Skolebibliotekarers Børnebogspris 2008
- 2010: 3. præmie i Statens Kunstråds billedbogskonkurrence ‘Den illustrerede bog’ 2010 for bogværket Gemmebogen lavet i samarbejde med billedkunstner Rose Eken.
- 2012: Andenplads ved uddeling af Undervisningsmiddelprisen 2012 for bidrag til undervisningsmaterialet Ned i novellen
- 2017: Silasprisen tildelt af Det Danske Akademi
- 2021: Natblomst nomineret til Weekendavisens litteraturpris
- 2022: Forfatterskabet nomineret til ALMA, Astrid Lindgren Memorial Award, 2023
- 2023: Forfatterskabet nomineret til ALMA, Astrid Lindgren Memorial Award, 2024